# Luigi Pucci
Luigi Pucci (Grassina, 1853) foi um construtor italiano que realizou vários projetos no Brasil. Capomastro italiano notável pelas suas realizações
e responsável pela execução do projeto para o Museu do Ipiranga.
 

## Carreira
Estudou no seminário de Florença. Emigrou para o Brasil, onde se dedicou à construção.  Não era arquiteto. Já em 1883 aparece como membro da comissão encarregada de analisar o projeto de Tommaso Gaudenzio Bezzi para o Monumento do Ipiranga. Em 1885, ganha a concorrência pública para construir tal monumento. 

Radicado na cidade de São Paulo, erigiu uma série de edifícios destinados basicamente à residência da elite cafeeira paulista. Realizou a construção em Campinas, da residência de Joaquim Policarpo Aranha, barão de Itapura, o Palácio Itapura, na Rua Marechal Deodoro nº 1099 (antiga Rua do Imperador nº 28), expressão fiel da arquitetura do fim do Império, de estilo clássico, imponente, contendo 227 cômodos, com as janelas em semicírculos no seu andar inferior, tendo sido concluído em 1883. 

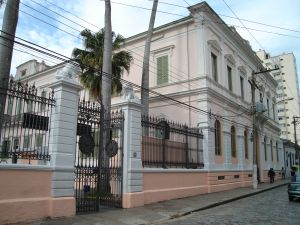
Palácio Itapura em Campinas

Sua obra mais famosa, após o Monumento do Ipiranga, é a Chácara do Carvalho, executada entre 1891 e 1893, na alameda Barão de Limeira, uma referência na cidade, por ser a residência do Conselheiro Antonio da Silva Prado, filho de dona Veridiana da Silva Prado e prefeito da cidade entre 1899 e 1911.

Além de obras arquitetônicas, Pucci dedicou-se também à urbanização, tendo projetado a via de ligação do Monumento do Ipiranga e o centro da cidade, bem como o trajeto para instalação de bondes que, partindo do monumento, chegavam até a rua do Brás. A partir de 1894, associou-se a Giulio Micheli, jovem arquiteto recém chegado da Itália, a quem confiou a execução das obras da Santa Casa de Misericórdia. A Micheli, Pucci legou seu estúdio, após retirar-se dos negócios.